# Bessenschildwants
De bessenschildwants of bessenwants (Dolycoris baccarum) is een wants uit de familie Pentatomidae.

## Algemeen
In Nederland en België is het een algemene soort, en vooral te vinden op kruidachtige planten als sleedoorn en leden van de rozenfamilie. De wants zuigt plantensappen, liefst uit bloemen en vruchten waardoor misvormingen kunnen ontstaan. Uit de plantensappen haalt de wants een walgelijk ruikend goedje dat wordt afgescheiden bij verstoring. De bessenwants wordt ongeveer 10 tot 14 millimeter lang. De soort overwintert als adult en kan gedurende een groot deel van het jaar als volwassen dier worden gevonden. De meeste waarnemingen komen uit de periode april tot november.

## Beschrijving
De kleur is rood tot paarsachtig hoewel er enige variatie is, de 'randen' van het achterlijf, ook wel connexivum genoemd, steken wat uit en zijn zwart-wit gebandeerd, ook de voelsprieten hebben een lichte bandering. De onderzijde is groen tot geel en het scutellum, het naar achteren wijzende driehoekige schildje op de halsstreek, komt los van het achterlijf aan de achterzijde. Het is in tegenstelling tot de andere rugschilden meer groen van kleur. Vlak achter het scutellum zijn de bruine vliegvleugels zichtbaar. De nimfen zijn meer rond van vorm en bruin van kleur; ze hebben nog geen schilden of vleugels. Er is enige gelijkenis met de gewone kielwants (Elasmucha grisea), zoals het 'loslatende' scutellum, het gebandeerde connexivum en een gelijkende lichaamsvorm, maar de gebandeerde antennes zijn een duidelijk onderscheid met de berkenwants.

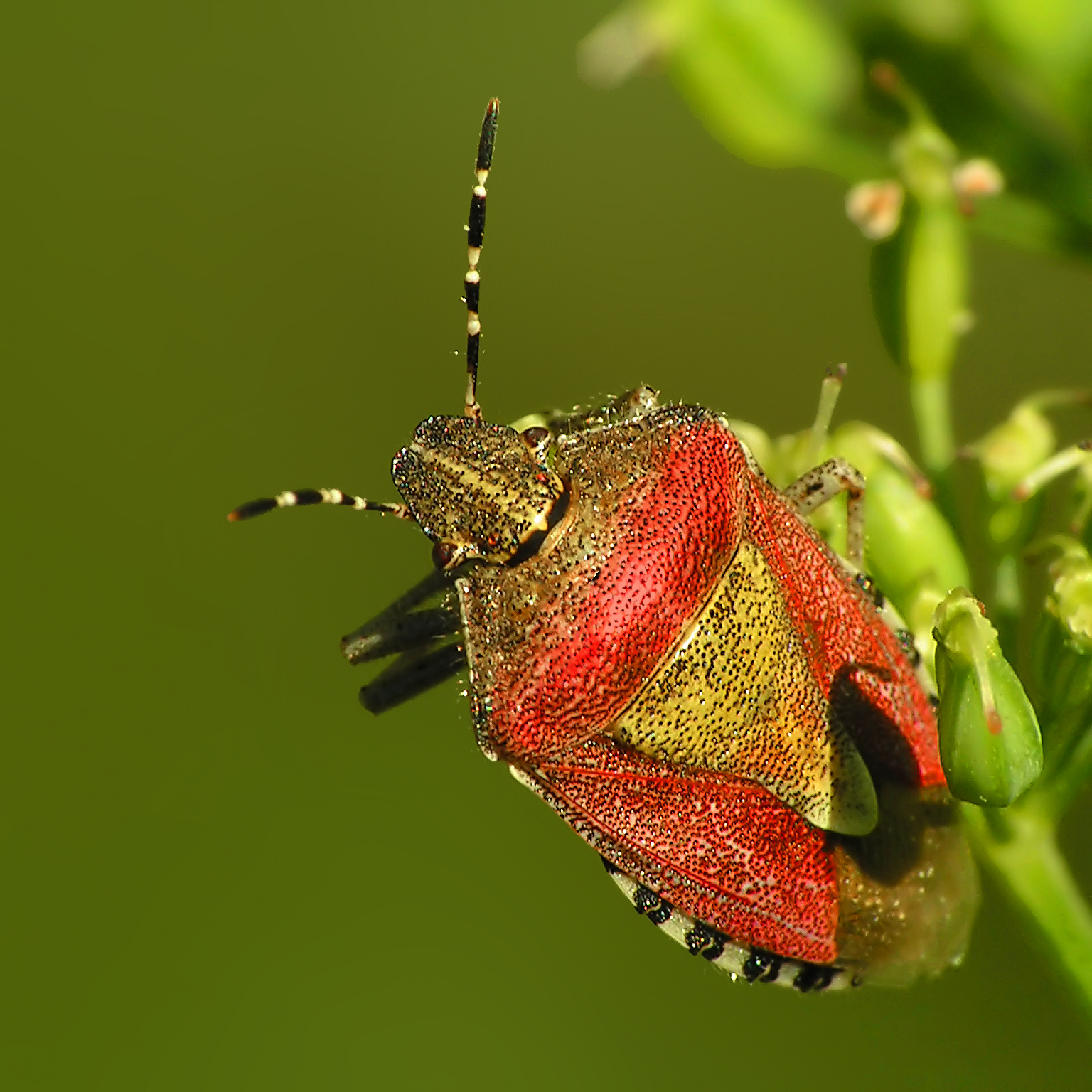
Een rood gekleurd exemplaar
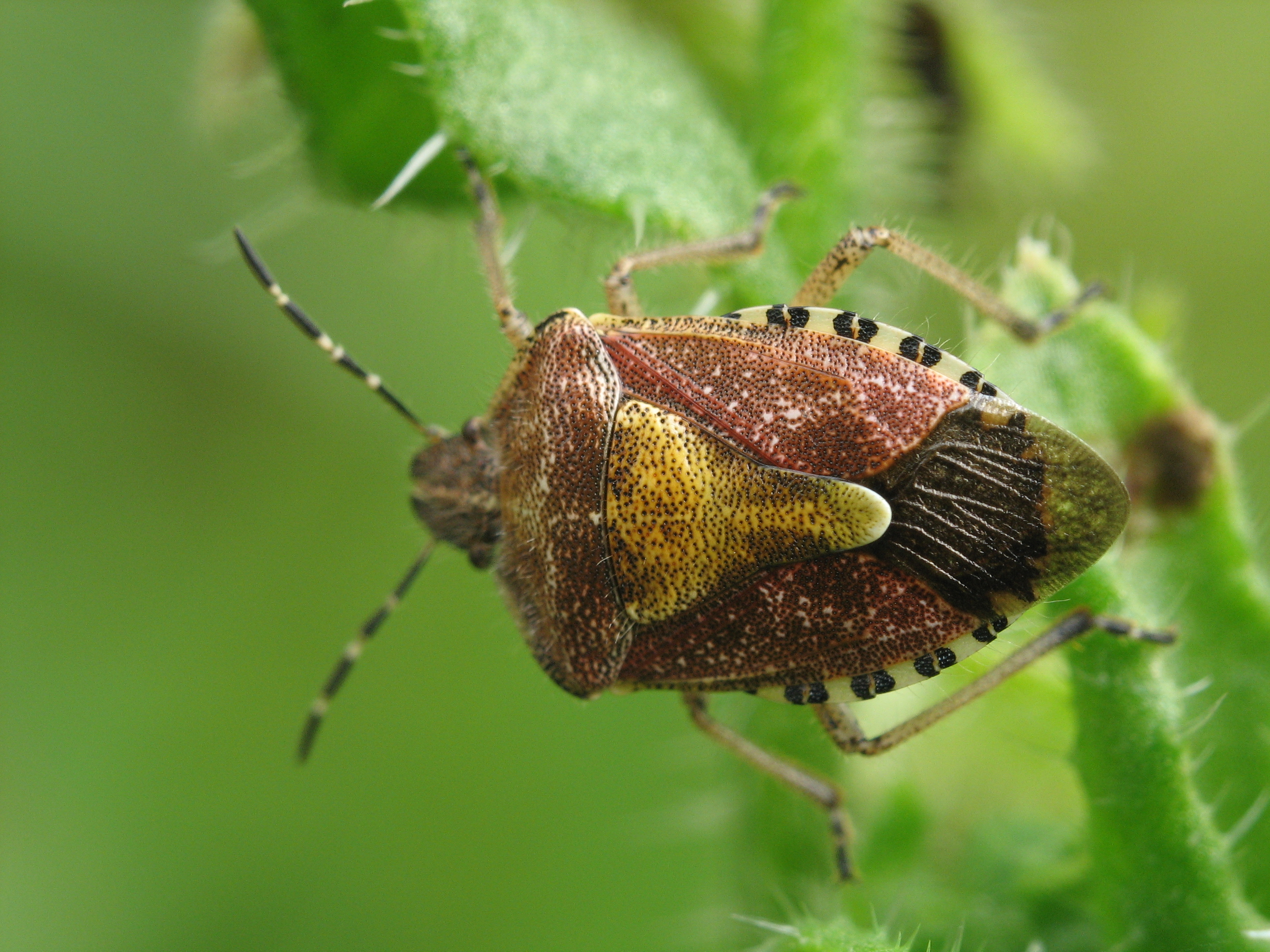
Een bruin gekleurd exemplaar
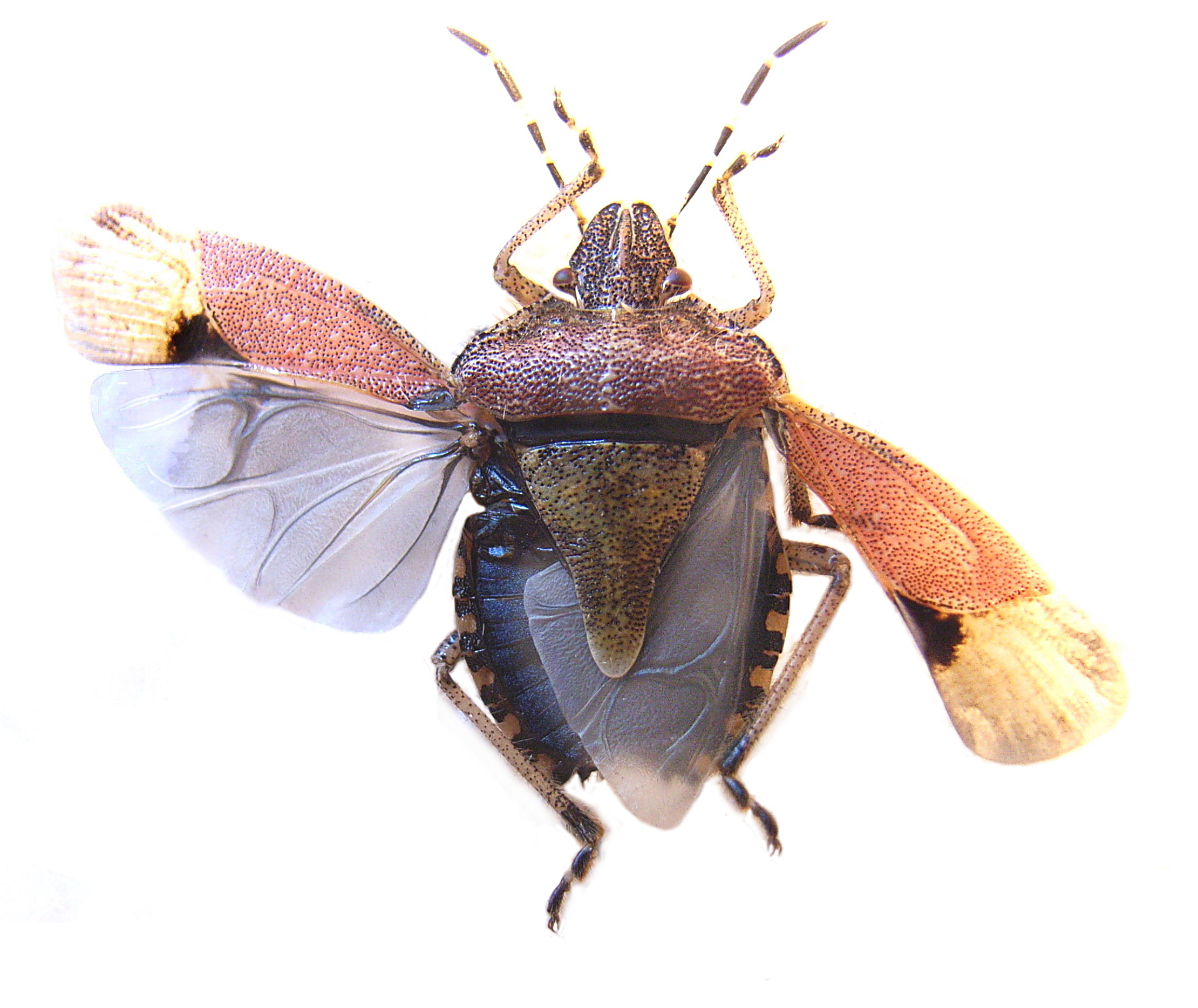
De vleugels zichtbaar
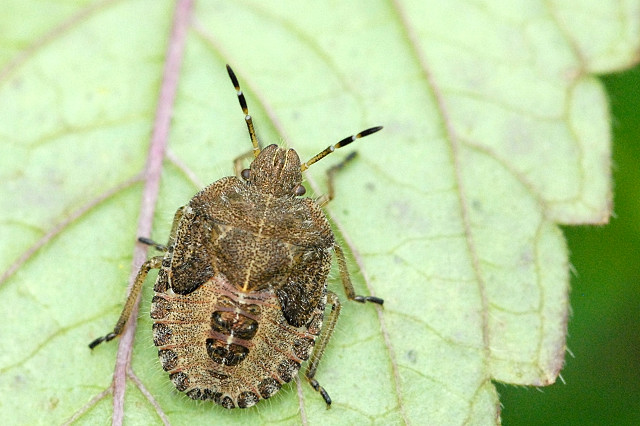
Onvolgroeide nimf
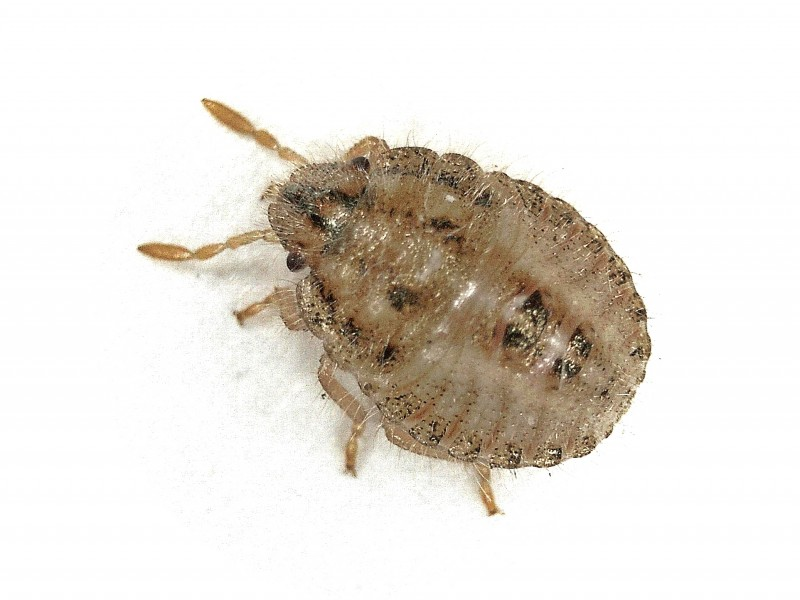
Heel jonge nimf